# Municipio de Havelock (Minnesota)
El municipio de Havelock (en inglés: Havelock Township) es un municipio ubicado en el condado de Chippewa en el estado estadounidense de Minnesota. En el año 2010 tenía una población de 181 habitantes y una densidad poblacional de 1,95 personas por km².

## Geografía
El municipio de Havelock se encuentra ubicado en las coordenadas 45°1′15″N 95°33′11″O / 45.02083, -95.55306. Según la Oficina del Censo de los Estados Unidos, el municipio tiene una superficie total de 92.71 km², de la cual 92,68 km² corresponden a tierra firme y (0,02 %) 0,02 km² es agua.

## Demografía
Según el censo de 2010, había 181 personas residiendo en el municipio de Havelock. La densidad de población era de 1,95 hab./km². De los 181 habitantes, el municipio de Havelock estaba compuesto por el 98,34 % blancos, el 1,66 % eran de otras razas. Del total de la población el 1,1 % eran hispanos o latinos de cualquier raza.